# Galium marchandii
Galium marchandii là một loài thực vật có hoa trong họ Thiến thảo. Loài này được Roem. & Schult. mô tả khoa học đầu tiên năm 1818.